# Walter Altschul
Walter Altschul (6. srpna 1883 Praha – 23. prosince 1942 Litzmannstadt) byl československý radiolog, vysokoškolský učitel a operní zpěvák.

## Život
Byl synem lékaře Theodora Altschula a jeho manželky Ottilie Lingg. Gymnázium vystudoval v Praze, poté studoval medicínu na univerzitě v Heidelbergu a na německé univerzitě v Praze, získal lékařský doktorát. Poté se stal asistentem na chirurgické klinice v Praze. Od roku 1919 provozoval soukromou praxi lékaře v Praze. V roce 1922 habilitoval. Do roku 1938 Walter Altschul působil jako profesor radiologie na Německé univerzitě v Praze.
Byl členem Svazu německých radiologů v Československu a stal se známým četnými publikacemi v odborných časopisech s chirurgickou a radiologickou tematikou.
Po vzniku Protektorátu Čechy a Morava a Altschulově propuštění z univerzitních služeb působil v Praze krátce jako operní pěvec. V roce 1941 byl jako lékař deportován do židovského ghetta v Lodži. V tomto ghettu provozoval lékařskou praxi pro vězně. Zemřel v ghettu krátce před Vánocemi 1942. Hřbitovní záznamy zaznamenaly, že byl katolíkem. Jeho příbuzní se o jeho smrti nedozvěděli a nechali Waltera Altschula 12. února 1948 prohlásit za mrtvého.